# Acer dissectum
Acer dissectum é uma espécie de árvore do gênero Acer, pertencente à família Aceraceae.